# Extreme Rules 2013
Extreme Rules 2013 è stata la quinta edizione dell'omonimo evento in pay-per-view prodotto annualmente dalla WWE. L'evento si è svolto il 19 maggio 2013 allo Scottrade Center di Saint Louis (Missouri).

## Storyline
L'8 aprile, a Raw, John Cena sconfigge Mark Henry per count-out, ma al termine del match viene attaccato da Ryback; ciò sancisce l'inizio di una faida tra i due. Nella puntata di Raw del 15 aprile, Ryback spiega al WWE Universe il perché del suo attacco a Cena; successivamente, sul ring, Cena lo fronteggia, invitandolo ad uno scontro fisico, ma Ryback se ne va e lo lascia attaccare dallo Shield (Dean Ambrose, Roman Reigns e Seth Rollins).
Nella puntata di Raw dopo WrestleMania 29 dell'8 aprile, Dolph Ziggler incassa con successo il suo Money In The Bank Contract ai danni di Alberto Del Rio, messo KO in precedenza da Jack Swagger, vincendo il suo secondo World Heavyweight Championship. Nella puntata di Raw del 15 aprile, Swagger sconfigge in un match il campione Dolph Ziggler e successivamente Teddy Long sancisce un Triple Threat Match per il World Heavyweight Championship. Nella puntata di Raw del 29 aprile, si affrontano i tre manager dei tre sfidanti per decidere la stipulazione del match: a vincere è Ricardo Rodriguez, e la scelta di Del Rio cade sul Ladder match. Nella puntata di Raw del 13 maggio, Theodore Long annuncia che Dolph Ziggler, a causa di una commozione cerebrale, non potrà combattere al PPV, e annuncia un "I Quit" Match fra Alberto Del Rio e Jack Swagger per decretare il Number One Contender al World Heavyweight Championship.
Nella puntata di Raw del 17 aprile, Brock Lesnar, dopo aver attaccato i 3MB (Heath Slater, Drew McIntyre e Jinder Mahal), insieme a Paul Heyman lancia una sfida a Triple H per un terzo match, da farsi ad Extreme Rules in un Steel Cage Match. Triple H risponde alla sfida di Lesnar, nella puntata di Raw del 22 aprile, accettandola e attaccando Paul Heyman con un Pedigree.
Il 12 aprile, a SmackDown, Sheamus e Randy Orton sconfiggono per count-out in un 2-on-1 Handicap match Big Show; dopo l'incontro, mentre Sheamus veniva intervistato, viene attaccato da Mark Henry. Gli attacchi di Henry nel backstage si succedono anche nelle settimane successive e tra i due inizia una faida. Durante una puntata di SmackDown, dopo la vittoria di Sheamus ai danni di Wade Barrett, Mark Henry attacca il guerriero celtico con una cinghia; la settimana successiva, a Raw, è Sheamus a colpire Henry con la cinghia. Viene così ufficializzato per il PPV uno Strap match (match con la cinghia).
Il 7 aprile, a WrestleMania 29, Big Show, Randy Orton e Sheamus vengono sconfitti dallo Shield perché i primi due non collaborano più di tanto con Big Show durante l'intero match e, a fine di quest'ultimo, Show mette KO entrambi.. Il giorno successivo, a Raw, Orton e Sheamus si affrontano per affrontare a loro volta Big Show, ma il match finisce per No Contest a causa dell'intromissione di Big Show che attacca entrambi i wrestler. Nelle seguenti puntate di Raw e SmackDown, Orton e Sheamus sconfiggono Big Show. Il 3 maggio, a SmackDown, dopo che Randy Orton sconfigge Damien Sandow, arriva Big Show che annuncia il loro match a Extreme Rules.
Gli attacchi dello Shield ai danni dei vari wrestler continuano e si concentrano principalmente sul Team Hell No (Daniel Bryan e Kane) e sullo United States Champion Kofi Kingston. Così, il 6 maggio, vengono ufficializzati due match: il primo vede Kofi Kingston contro Dean Ambrose con in palio il United States Championship e, il secondo, il Team Hell No contro Roman Reigns e Seth Rollins con in palio il WWE Tag Team Championship (detenuto dai primi).

## Risultati
| #       | Incontri                                                                           | Stipulazioni                                            | Durata |
| ------- | ---------------------------------------------------------------------------------- | ------------------------------------------------------- | ------ |
| Kickoff | The Miz ha sconfitto Cody Rhodes per sottomissione                                 | Single match                                            | 05:25  |
| 1       | Chris Jericho ha sconfitto Fandango (con Summer Rae)                               | Single match                                            | 08:34  |
| 2       | Dean Ambrose ha sconfitto Kofi Kingston (c)                                        | Single match per il WWE United States Championship      | 06:48  |
| 3       | Sheamus ha sconfitto Mark Henry                                                    | Strap match                                             | 07:57  |
| 4       | Alberto Del Rio (con Ricardo Rodríguez) ha sconfitto Jack Swagger (con Zeb Colter) | "I quit" match                                          | 11:30  |
| 5       | Lo Shield ha sconfitto il Team Hell No (c)                                         | Tornado tag team match per il WWE Tag Team Championship | 07:24  |
| 6       | Randy Orton ha sconfitto Big Show                                                  | Extreme rules match                                     | 13:23  |
| 7       | John Cena (c) vs. Ryback è terminato in no-contest                                 | Last man standing match per il WWE Championship         | 21:26  |
| 8       | Brock Lesnar (con Paul Heyman) ha sconfitto Triple H                               | Steel cage match                                        | 20:09  |